# Eesti Laul 2025
La diciassettesima edizione dell'Eesti Laul si è svolta il 15 febbraio 2025 presso il Saku Suurhall di Tallinn e ha selezionato il rappresentante dell'Estonia all'Eurovision Song Contest 2025 a Basilea, in Svizzera.
Il vincitore è stato Tommy Cash con Espresso macchiato.

## Organizzazione
Il 16 settembre 2024, l'emittente estone Eesti Rahvusringhääling (ERR) ha confermato la partecipazione dell'Estonia all'Eurovision Song Contest 2025, annunciando inoltre l'organizzazione della 17ª edizione dell'Eesti Laul per selezionare il proprio rappresentante.
Nel medesimo giorno, l'emittente ha dato la possibilità agli aspiranti partecipanti di inviare i propri brani entro il 21 ottobre dello stesso anno. Come nell'edizioni precedenti, è stata prevista anche una tassa di partecipazione in base alla lingua del brano: 50 euro per i brani in lingua estone e 100 euro per i brani in lingua straniera.
Per la prima volta dal 2010, l'Eesti Laul si è svolto in un'unica serata, che è stata suddivisa in due parti: nella prima parte, il voto combinato di una giuria di sette esperti internazionali e del televoto hanno determinato i tre artisti qualificati alla superfinale, ove il solo voto del pubblico ha selezionato il vincitore.

### Giuria
La giuria internazionale, che ha avuto diritto di voto durante la finale, è stata composta da:
- Marvin Dietmann, regista televisivo e scenografo;
- Ene Rämmeld, attrice;
- Regína Ósk, cantante e rappresentante dell'Islanda all'Eurovision Song Contest 2008 come parte dei Euroband;
- Juris Matuzelis, regista televisivo e scenografo;

- Ramūnas Zilnys, giornalista e editore musicale per LRT;
- Alexandra Rotan, cantante e rappresentante della Norvegia all'Eurovision Song Contest 2019 come parte dei Keiino;
- William Lee Adams, giornalista e blogger;
- Victor Crone, cantante e rappresentante dell'Estonia all'Eurovision Song Contest 2019.

## Partecipanti
L'emittente ERR, con l'ausilio di una giuria tecnica composta da 34 membri, ha selezionato i primi 15 partecipanti fra le 175 proposte ricevute. I partecipanti sono stati annunciati il 4 e 5 novembre 2024, mentre i rispettivi brani sono stati pubblicati il successivo 6 dicembre; Tuttavia, alcuni partecipanti (Tuuli Randa e il duo composto dai Räpina Jack e Kaisa Ling) sono stati confermati prima degli annunci ufficiali.
Tra i concorrenti figura Anna Sahlene, che ha precedentemente rappresentato il paese all'Eurovision Song Contest 2002; invece tra i compositori vi è Kjetil Mørland, che ha rappresentato la Norvegia all'Eurovision Song Contest 2015 insieme a Debrah Scarlett.
| Artista                      | Titolo                         | Lingua     | Compositori                                                                                                   |
| ---------------------------- | ------------------------------ | ---------- | --- |
| An-Marlen                    | Külm                           | Estone     | Frederik Mustonen, Ingel Marlen Mikk, Maria Vainumägi                                                         |
| Andrei Zevakin feat. Karita  | Ma ei tea sind                 | Estone     | Andrei Zevakin, Liina Ariadne Pedanik, Martti Hallik                                                          |
| Anna Sahlene                 | Love Me Low                    | Inglese    | David Lindgren Zacharias, Bobby Ljunggren, Michaela Stridbeck, Anna Sahlin, Dagmar Oja, Kaire Vilgats         |
| Ant                          | Tomorrow Never Comes           | Inglese    | Ant Nurhan, Kim Wennerström, Merili Käsper                                                                    |
| Elysa                        | The Last to Know               | Inglese    | Simon Peyron, Angelino Markenhorn, Julie Aagaard, Elisa Kolk                                                  |
| Felin                        | Solo Anthem                    | Inglese    | Paul Rey, Gevin Niglas, Johanna Ekholm, Elin Blom Etoall                                                      |
| Frants Tikerpuu              | Trouble                        | Inglese    | Frants Tikerpuu                                                                                               |
| Gem98                        | Psycho                         | Inglese    | Richard Sepajõe, Gevin Niglas, Karl Birnbaum, Frederik Küüts                                                  |
| Janek                        | Frozen                         | Inglese    | Janek Valgepea, Kjetil Mørland                                                                                |
| Johanna Elise                | Eyes Don't Lie                 | Inglese    | Timo Vendt, Johanna-Elise Kabe                                                                                |
| Marta Lotta                  | Tantsin veel                   | Estone     | Johannes Pihlak, Marta Lotta Kukk, Taavi-Peeter Liiv                                                          |
| Minimal Wind                 | Armageddon                     | Inglese    | Elisabeth Tiffany Lepik, Taavi-Hans Kõlar, Paula Pajusaar, Velle Tamme, Robin Kiisholts, Katri Merily Reimand |
| Räpina Jack feat. Kaisa Ling | Tule                           | Estone     | Kill Kaare, Kaisa Ling                                                                                        |
| Stereo Terror                | Prty Till the End of the World | Inglese    | Lauri Hämäläinen, Heigo Anto                                                                                  |
| Tommy Cash                   | Espresso macchiato             | Broccolino | Thomas Tammemets, Johannes Naukkarinen                                                                        |
| Tuuli Rand                   | REM                            | Estone     | Tuuli Rand, Cecilia Martina Mägi, Sander Sadam                                                                |

### Pre-selezione online
Dal 28 dicembre 2024 al 5 gennaio 2025, sulla stazione estone Raadio 2, sarà aperta una votazione online per la scelta di un ulteriore finalista fra 20 proposte inizialmente scartate dalla giuria tecnica. La lista dei 20 candidati è stata resa nota il 16 dicembre 2024.
Il successivo 6 gennaio 2025 Marta Lotta è stata annunciata come vincitrice del voto online e, di conseguenza, 16ª finalista dell'Eesti Laul.
| Artista                 | Titolo                    | Lingua  | Compositori                                                               | Posizione |
| ----------------------- | ------------------------- | ------- | ------------------------------------------------------------------------- | --------- |
| Marta Lotta             | Tantsin veel              | Estone  | Johannes Pihlak, Marta Lotta Kukk, Taavi-Peeter Liiv                      | 1         |
| AG & Laura Põldvere     | Pimepäev                  | Estone  | Silver Orissaar                                                           | 2         |
| Horror Dance Squad      | The Rebel Reborn          | Inglese | Henri Kuusk, Ian Robert Karell, Indrek Ulp, Karl Mesipuu, Mikk Peetrimägi | 3         |
| Cecilia                 | Rollercoaster             | Inglese | Cecilia-Martina Mägi, Sander Sadam                                        | 4         |
| Everfall                | Stories We Hold           | Inglese | Claus Pener, Martin Vist                                                  | 5         |
| Synne Valtri            | Butterflies & Bees        | Inglese | Johannes Lõhmus, Synne Valtri                                             | 6         |
| Merwis                  | Aknal langevaid pisaraid  | Estone  | Peter Põder, Timo Põder                                                   | 7         |
| Mick Pedaja             | Sound of Pines            | Inglese | Mick Pedaja                                                               | 8         |
| Carol Suurevälja        | Purpose                   | Inglese | Carol Suurevälja, Claus Pener                                             | 9         |
| Antsud Metal Project    | Ei enam                   | Estone  | Aile Alveus, Emmanouil Tselepis                                           | 10        |
| Bel-Etage Swingorkester | Mind kõikjal näed         | Estone  | Mart Sander                                                               | —         |
| Ela                     | Südamés                   | Estone  | Triin Kadaja                                                              | —         |
| Elina Martinson         | Sinitihane                | Estone  | Tuuli Pruul                                                               | —         |
| Felix Enghult           | More than Innocent        | Inglese | Felix Enghult, Mattias Athlei, Stig Rästa, Teven Aavik                    | —         |
| Gerli Padar             | Võõraks jääd              | Estone  | Peter Põder, Allan Kasuk, Stella Seim, Gerli Padar                        | —         |
| Kozy                    | Jääb nii (tahan, et tead) | Estone  | Erkki Reeman, Kaarel Kose                                                 | —         |
| Marianne Leibur         | Pluto and Mars            | Inglese | Ann Mäekivi, Robert Rebane                                                | —         |
| Sarah Murray            | High on Myself New        | Inglese | Liis Hainla, Sander Sadam, Sarah Murray                                   | —         |
| Silver Jusilo           | Turn Back Time            | Inglese | Markus Palo, Silver Jusilo                                                | —         |
| Sten-Olle               | Noorex                    | Estone  | Sten-Olle Moldau                                                          | —         |

## Finale
La finale si è svolta il 15 febbraio 2025 presso la Saku Suurhall di Tallinn, presentata da Eda-Ines Etti e Karl "Korea" Kivastik. L'ordine d'esibizione è stato reso noto il 6 febbraio 2025.
La serata è stata aperta da i 5miinust & Puuluup, vincitori dell'edizione precedente e rappresentanti dell'Estonia all'Eurovision Song Contest 2024, che si sono esibiti con il loro brano eurovisivo (Nendest) narkootikumidest ei tea me (küll) midagi, seguiti da Florian Wahl che ha cantato Pilates spiritual clüb e Šveits. Durante l'intervallo, invece, si sono esibiti i Cartoon insieme a Kitty Florentine, Nordic Pulse e Kristjan Järvi con la canzone On The Break of Dawn, mentre Eda-Ines Etti ha cantato Viimane piisk durante il riconteggio dei voti.
In seguito alla somma delle votazioni An-Marlen, Andrei Zevakin feat. Karita e Tommy Cash hanno avuto accesso alla superfinale, dove il televoto ha proclamato Tommy Cash con Espresso macchiato vincitore della manifestazione.
| #  | Artista                      | Titolo                         | Punteggio | Punteggio | Punteggio | Punteggio | Punteggio | Posizione |
| #  | Artista                      | Titolo                         | Giuria    | Giuria    | Televoto  | Televoto  | Totale    | Posizione |
| -- | ---------------------------- | ------------------------------ | --------- | --------- | --------- | --------- | --------- | --------- |
| 1  | Ant                          | Tomorrow Never Comes           | 32        | 11        | 2 887     | 14        | 25        | 5         |
| 2  | Stereo Terror                | Prty Till the End of the World | 17        | 6         | 257       | 2         | 8         | 15        |
| 3  | Janek                        | Frozen                         | 58        | 14        | 1 393     | 12        | 26        | 4         |
| 4  | Räpina Jack feat. Kaisa Ling | Tule                           | 6         | 2         | 576       | 7         | 9         | 13        |
| 5  | Johanna Elise                | Eyes Don't Lie                 | 16        | 5         | 455       | 5         | 10        | 12        |
| 6  | Felin                        | Solo Anthem                    | 34        | 12        | 626       | 9         | 21        | 6         |
| 7  | Elysa                        | The Last to Know               | 25        | 9         | 600       | 8         | 17        | 8         |
| 8  | Gem98                        | Psycho                         | 28        | 10        | 356       | 3         | 13        | 11        |
| 9  | An-Marlen                    | Külm                           | 68        | 15        | 1 811     | 13        | 28        | 3         |
| 10 | Frants Tikerpuu              | Trouble                        | 20        | 7         | 1 389     | 11        | 18        | 7         |
| 11 | Anna Sahlene                 | Love Me Low                    | 15        | 4         | 365       | 4         | 8         | 14        |
| 12 | Tuuli Rand                   | REM                            | 3         | 1         | 223       | 1         | 2         | 16        |
| 13 | Minimal Wind                 | Armageddon                     | 23        | 8         | 462       | 6         | 14        | 9         |
| 14 | Andrei Zevakin feat. Karita  | Ma ei tea sind                 | 35        | 13        | 5 233     | 15        | 28        | 2         |
| 15 | Tommy Cash                   | Espresso macchiato             | 75        | 16        | 23 625    | 16        | 32        | 1         |
| 16 | Marta Lotta                  | Tantsin veel                   | 9         | 3         | 1 132     | 10        | 13        | 10        |

### Superfinale
| # | Artista                     | Titolo             | Televoto | Televoto | Posizione |
| - | --------------------------- | ------------------ | -------- | -------- | --------- |
| 1 | An-Marlen                   | Külm               | 3 634    | 7,34%    | 3         |
| 2 | Andrei Zevakin feat. Karita | Ma ei tea sind     | 4 434    | 8,96%    | 2         |
| 3 | Tommy Cash                  | Espresso macchiato | 41 414   | 83,70%   | 1         |